# Истмусский михе
Истмусский михе (Isthmus Mixe, Lowland Mixe) — один из языков михе, распространённый в штате Оахака в Мексике. На нём говорят в деревнях муниципалитетов Коатлан (Сан-Хосе-эль-Параисо, Масатлан, Гичикови и Камотлан).

## Диалекты
- Гичиковийский диалект (Eastern Mixe, Guichicovi Mixe, Isthmus Mixe, Mixe del Istmo) распространён в трёх городах муниципалитета Сан-Хуан-Гичикови, около границы с штатом Веракрус, на перешейке Теуантепек.
- Коатланский диалект (Coatlán Mixe, Southeastern Mixe) распространён в муниципалитетах Искуинтепек, Камотлан, Коатлан, Сан-Хосе, Санта-Исабель на востоке Центральной Оахаки.
- Масатланский диалект (East Central Mixe, Mazatlán Mixe, Tutla Mixe) распространён в 7 городах Восточной Оахаки.